# Pseudotriaeris karschi
Pseudotriaeris karschi är en spindelart som först beskrevs av Friedrich Wilhelm Bösenberg och Embrik Strand 1906.  Pseudotriaeris karschi ingår i släktet Pseudotriaeris och familjen dansspindlar. Inga underarter finns listade i Catalogue of Life.